# Kaire Leibak
Kaire Leibak (ur. 21 maja 1988 w Tartu) – estońska lekkoatletka specjalizująca się w trójskoku.

## Osiągnięcia
- srebrny medal mistrzostw świata juniorów młodszych (Marrakesz 2005)
- dwa złote medale europejskiego festiwalu młodzieży (Lignano Sabbiadoro 2005, skok w dal i trójskok), w finałowym konkursie trójskoku Leibak ustanowiła do dziś aktualny rekord tych zawodów (13,47)
- złoto mistrzostw świata juniorów (Pekin 2006)
- złoty medal mistrzostw Europy juniorów (Hengelo 2007)
- 10. miejsce podczas igrzysk olimpijskich (Pekin 2008)
- wielokrotne mistrzostwo kraju w różnych konkurencjach

## Rekordy życiowe
- trójskok – 14,43 (2006) rekord Estonii
- trójskok (hala) – 14,26 (2008) rekord Estonii